# المفتاح في الصرف
المفتاح في الصرف كتاب في علم الصرف، من تأليف إلى عالم اللغة عبد القاهر الجرجاني. هو مفتاح لعلم الصرف فهو كتاب موجز، ضمّ الأصول في علم الصرف، دون إسهاب، وقلما يستشهد بشواهد قرآنية أو شعرية أو أقوال، وهو أشبه بالمختصرات أو الكتب الموجزة كـ: الملوكي في التصريف لابن جني، ونزهة الطرف في علم الصرف للميداني، وشافية ابن الحاجب. قال مؤلفه في مقدمة الكتاب:
«هذا كتاب قليل الإِفاض، كثير المعاني، سهل للحفظ، قريب التناول، وسمّيته بِـ "المِفْتَاحِ " رجاء أن اذكر في صالح دعاءِ المؤمنين». ثم شرع في تعريف التصريف، ثم أبنية الأسماء ثم أبنية الأفعال.. إلخ.

## عن المؤلف
أبو بكر عبد القاهر بن عبد الرحمن بن محمد الجرجاني النحوي، ولد في جرجان، وهي مدينة معروفة بين طبرستان وخراسان - ونسب إليها، وكان ذلك في مطلع القرن الخامس الهجري. أخذ علمه عن شيخه أبي الحسيين محمد بن عبد الوارث الفارسي ابن أخت الشيخ أبي علي الفارسي، وتتلمذ على كتب سابقيه ومعاصريه من النحاة والبلاغيين والنقاد والأدباء والمتكلمين. ومن تلاميذه: يحيى بن علي الخطيب التبريزي، وعلي بن زيد الفصيحي، وأبو نصر أحمد بن إبراهيم بن محمد الشجري، وأحمد بن عبد الله المهاباذي (الضرير) صاحب شرح "اللمع " لابن جني. دوّت شهرته في الآفاق، فعدّه أبو البركات الأنباري من أكابر النحويين، وعدّه الباخرزي - معاصره - من الأدباء، وقال فيه: «هو فرد في علمه الغزير، لا بل هو العلم المفرد في الأئمة والمشاهير، واتفقت على إمامته الألسنة». وقال فيه الفيروز أبادي: «إمام العربية واللغة والبيان».

## عن الكتاب
للكتاب مخطوطة وحيدة - في ما أعلم -محفوظة بدار الكتب الوطنية الظاهرية في دمشق، وكتب على ورقة الغلاف: "المفتاح في الصرف للجرجاني رحمه الله ". وقد ذكرته كتب الطبقات والتراجم ضمن آثار عبد القاهر الجرجاني (٢٥) ، وما يؤنس - أيضاً - أن الكتاب لعبد القاهر، ما ورد في شرح الشافية: أنّ عبد القاهر يجيز الوزن في المبدل عن الحرف الأصلي بالبدل (٢٦) ، وهذا يوافق ما ورد في هذا الكتاب - المفتاح -، إذ قال: "وفي البدل من الأصل جاز فيه المثالان، فمثل كِساء: فِعال أو فِعاء، أصله كِساو، قلبت الواو همزة لتطرّفها (٢٧) ". (٣) مادته:
تضمن الكتاب اثني عشر بابا موجزا، علاوة على خطبة قصيرة في صدر الكتاب، وختمه بباب خصّصه لبحث مسائل وقضايا صرفية متفرقة، أطلق عليه باب العقد (٢٨) . أما الأبواب الأساسية فهي: باب التصريف، أبنية الأسماء، أبنية الأفعال، والمعاني في الأفعال، والمصدر، والفعل، والاشتقاق، وأبنية المصادر، والأمثلة - وهو يقابل تصريف الأفعال -، ثم باب الزيادة، فالإبدال، ثم الحذف.
وهذه الأبواب هي جملة الأبواب الأصول الرئيسة التي يتناولها علم الصرف. وثمة تشابه واضح بين أبواب الكتاب ومادته من جهة، وما جاء في الملوكي لابن جني وشافية ابن الحاجب ونزهة الطرف للميداني، وقد أشرنا إلى ذلك في موضعه من التحقيق.
واعتمد- إلى حد بعيد في بعض الأبواب - على ما جاء في كتاب التكلمة للفارسي. ومن أهم القضايا التي ضمها الكتاب إجازته الوزن على البدل، فكِساء وزنه فِعال أو فِعاء (٢٩) ، وقد أشرنا إليه في موضع سابق.

## منهجه
عتمد الجرجاني في هذا الكتاب طريقه الإيجاز، فهو يكتفي بإيراد القاعدة، والتمثيل لها بمثال أو اثنين، شأنه في ذلك شأن الكتب الموجزة كالملوكي في التصريف لابن جني، والشافية لابن الحاجب. فقد خلا الكتاب من الشواهد الشعرية، وضم ثلاثة شواهد قرآنية فقط، إضافة إلى ذكر أربعة أعلام فقط، وهذا أمر يبرّره منهجه الذي ارتضى الإيجاز واختاره. ونلاحظ خلوّ الكتاب من المسائل المعقدة الغريبة التي لم يقصد بها سوى الترويض والمعاياة، كما نلاحظ خلوّه من مسائل التمرين التي اختتمت بها بعض كتب الصرف الأخرى (٣٠) .
(٥) مصطلحاته وآراؤه: استخدم عبد القاهر الجرجاني مصطلحات قلّما نعثر عليها في كتب أخرى، فكأنه تميز باستخدامها. ومن هذه المصطلحات:
أ - أطلق لقب المُطابِق على الفعل المضاعف، ولقب النبر على المهموز العين، والهمزة على المهموز اللام، والقطع على المهموز الفاء (٣١) .
ب - أطلق لقب ذي الثلاثة على الفعل الأجوف، لصيرورته على ثلاثة أحرف في المتكلم، نحو: قلت (٣٢) .
ج - أطلق لقب ذي الأربعة على الفعل المعتل الناقص لصيرورته على أربعة أحرف في المتكلم، وهو: دعوت ورميت (٣٣) .
د - استخدم مصطلح القلب المستوي، وهو أن تكون حروف الثاني مثل حروف الأول، ويختلفان في ترتيب حروف الكلمتين فقط، كما في قوله تعالى "وربّك فكبّر" (٣٤) .
هـ - استخدم مصطلح الأفعال المنشعبة، ويعني بها المزيدة على الأصول الثلاثية أو الرباعية (٣٥) .
و استخدم مصطلح الفعل الواقع والمجاوز للفعل المتعدي، وغير الواقع والمطاوع للفعل اللازم (٣٦) .
ز - استخدم مصطلح "مصدر للنوع " ويعني به اسم الهيئة (٣٧) . ومن الآراء التي وضّحها وتبناها، وقلّما تشيع في كتب الصرف:
أ - فرّق في الاستخدام بين الجحد والنفي (٣٨) .
ب - يرى أن لاسم الفاعل صيغ مبالغة خاصة، تختلف عن تلك التي تستخدم لاسم المفعول، فبعد اسم الفاعل ذكر المبالغة منه: نصّار ونَصر مُطلقاً، وبعد اسم المفعول ذكر المبالغة منه: مِنْصار ومِنْصر مطلقاً (٣٩) .
ج- يرى أن عين "قلت وبعت" ثابت تقديراً لا سقاط، أي أنه أصلي انماز من الزائد.
د- تبنى رأي الأخفش والفراء في أصل أشياء ووزنها فأصلها أشيئاء على وزن
أفعلاء، ثم حذفت الهمزة التي هي لام الكلمة من وسط "أشياء" لكثرتها، وانفتحت
الياء لأجل الألف، فصار وزنها أفعاء (٤٠) .
وما في الكتاب يوافق بشكل عام ما جاء في الكتب المتخصصة السابقة
واللاحقة، والفرق بين كتاب وآخر في الإيجاز أو الإسهاب، ووفرة الشواهد أو قلتها.

## المحتويات
- خطبة الكتاب
- التصريف
- أبنية الأسماء
- أبنية الأفعال
- الأفعال المنشعبة
- المعاني في الأفعال
- المصدر
- الفعل
- الاشتقاق
- أبنية المصادر
- الأمثلة - وهو يقابل تصريف الأفعال -
- الزيادة
- الإبدال
- الحذف
- العقد

## روابط خارجية
- المفتاح في الصرف - تراث